# Viaduc

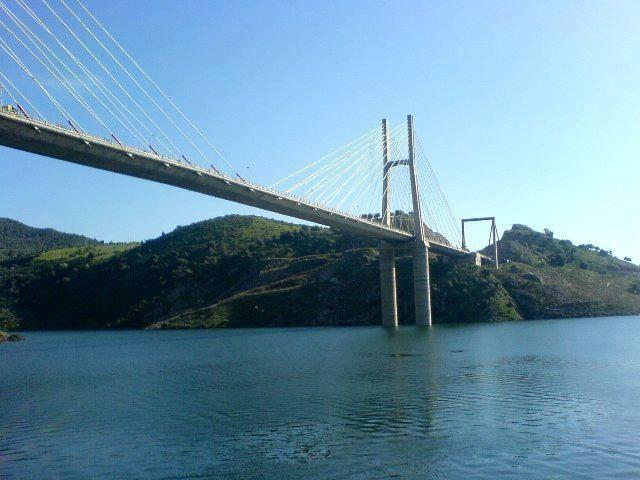
Viaduc traversant le lac de retenue du barrage Béni Haroun dans la wilaya de Mila, Algérie.

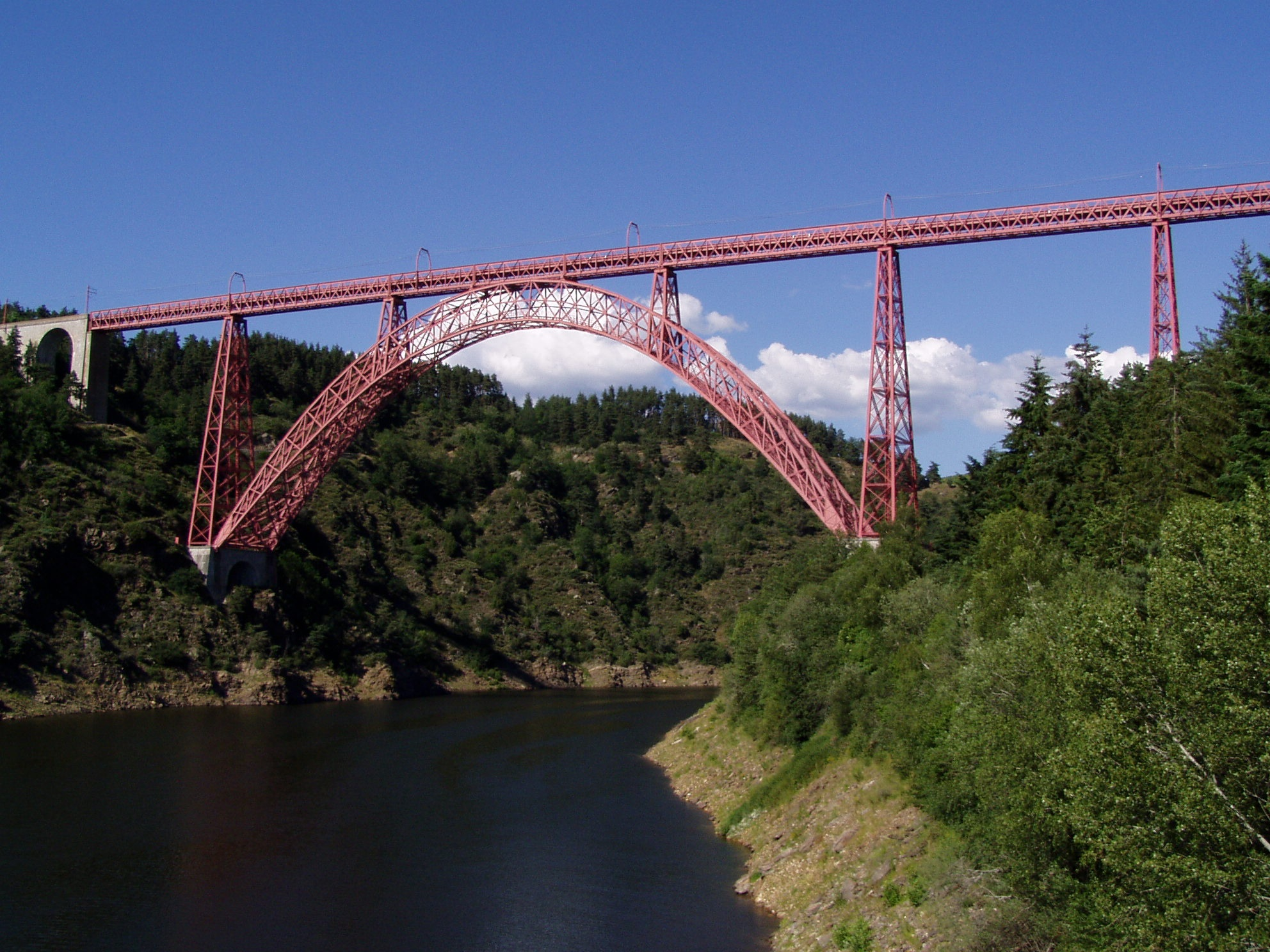
Viaduc de Garabit, France, ouvrage ferroviaire métallique de 565 m traversant la Truyère, construit par la société Gustave Eiffel en 1884.

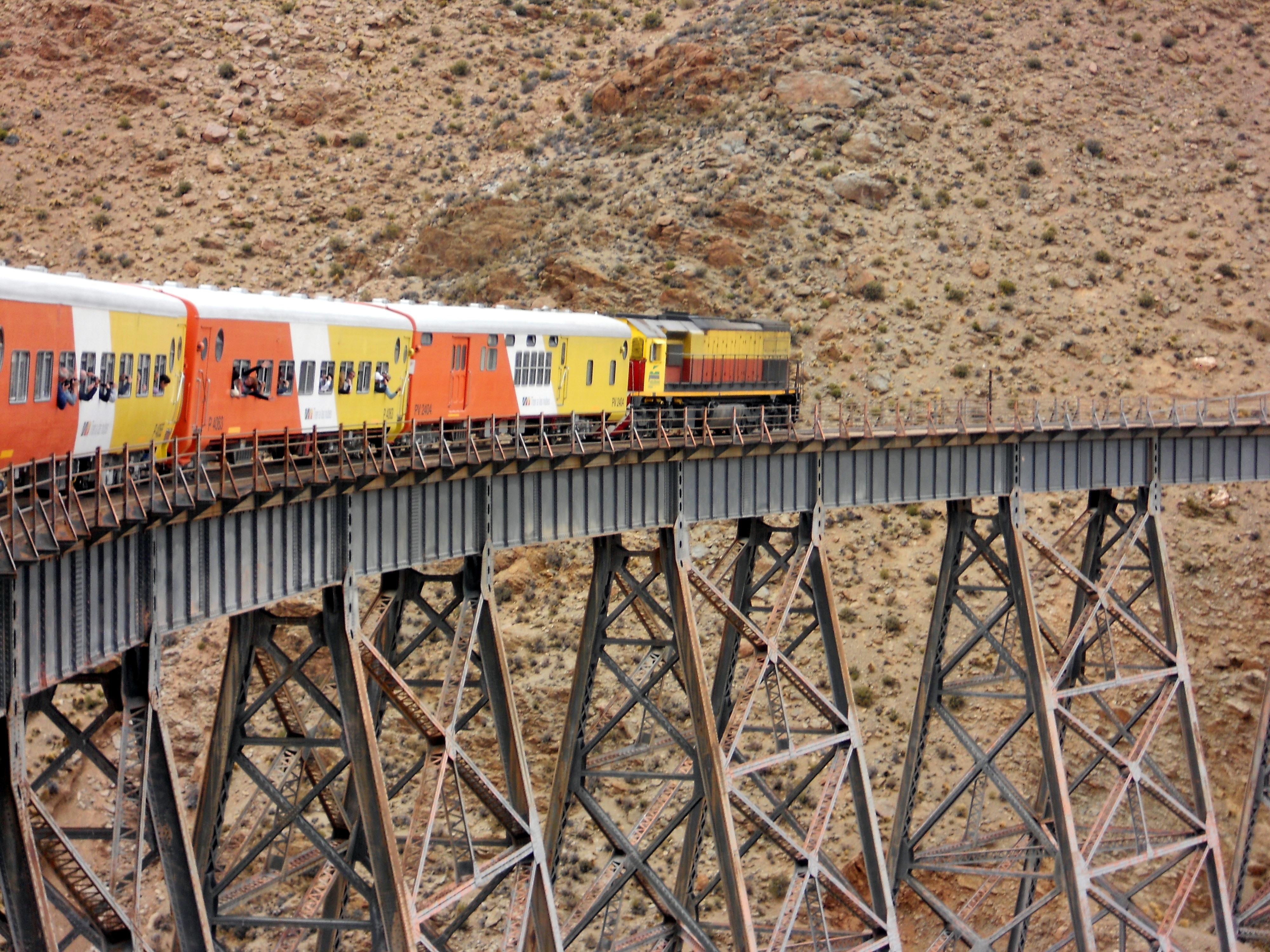
Viaduc de Salta, Argentine. Train des nuages.

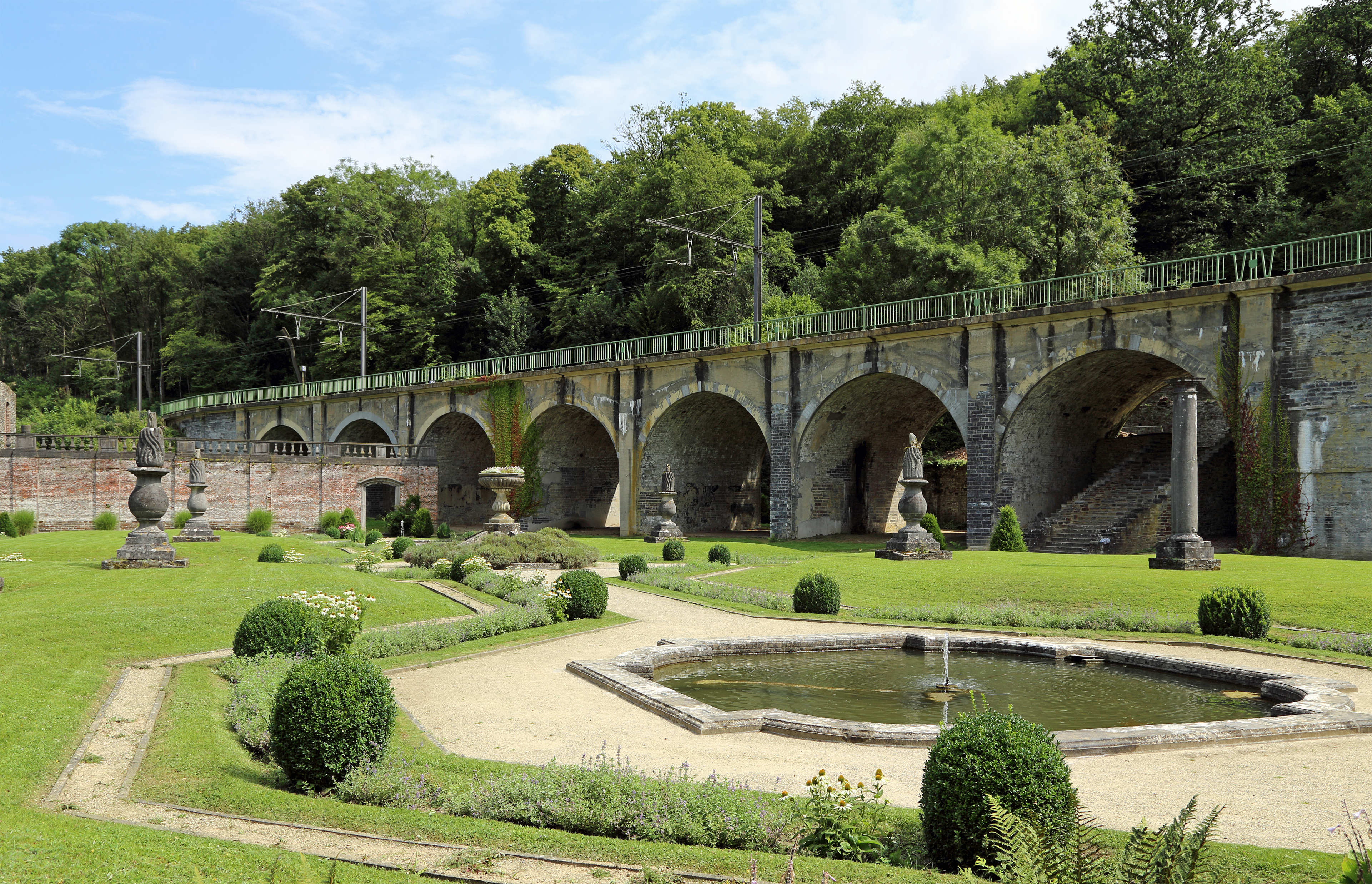
Viaduc ferroviaire de Villers-la-Ville, Belgique.

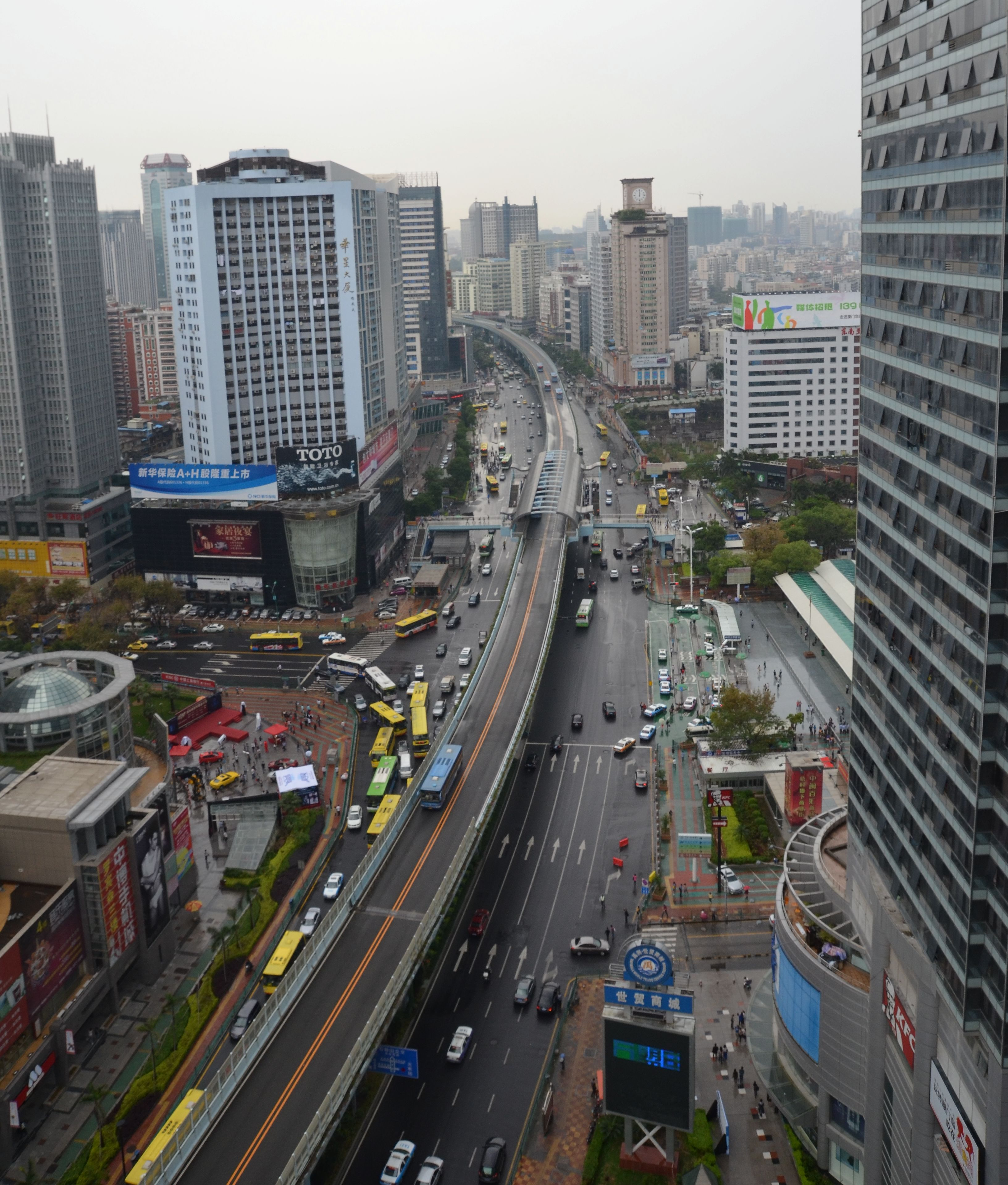
Viaduc pour Bus à haut niveau de service, à Xiamen, en Chine

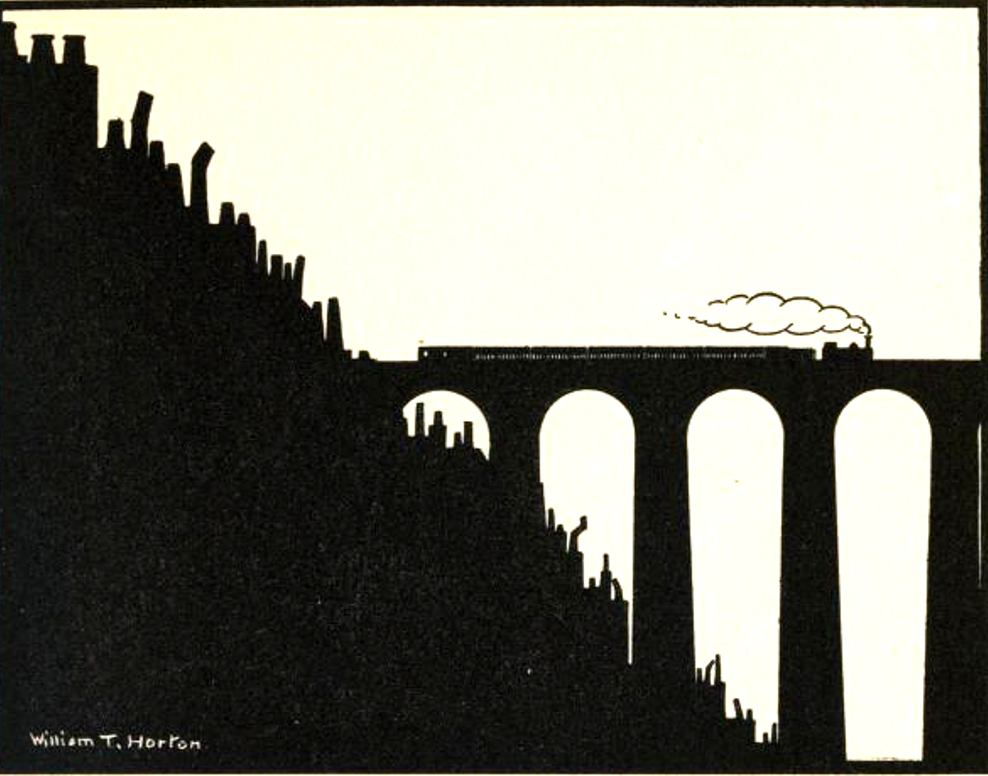
Silhouette de viaduc (ferroviaire) par le peintre anglais William Thomas Horton, 1898

Un viaduc est un ouvrage d'art, routier ou ferroviaire, passant au-dessus d'une rivière, un bras de mer ou tout autre obstacle et qui présente une hauteur ou une longueur, parfois les deux, plus grande que celle qu'exigerait la seule traversée de la rivière ou de la voie à franchir. Il est couramment utilisé en Chine pour des voies surélevées à un ou plusieurs niveaux dans les villes, permettant de désengorger le trafic, ou dans les campagnes, permettant de préserver forêts ou champs et vallées.

## Définition
Une confusion est possible avec le « pont ». Un pont est un ouvrage permettant à diverses structures (voiries, canalisations, etc) de franchir une dépression ou un obstacle, alors qu'un viaduc est un ouvrage conduisant (uniquement) une voirie (formé sur le modèle de aqueduc avec le latin via, d'abord en anglais sous la forme viaduct). Ainsi, les viaducs prennent presque toujours la forme d'un pont, généralement constitué de plusieurs travées, servant souvent à franchir des vallées. En revanche, tous les ponts ne sont pas des viaducs, par exemple lorsqu'ils servent de support à une conduite d'eau ou de gaz.
On parle de pont et de ses viaducs d'accès pour des ouvrages routiers qui se suivent. Pour les services dépendant de la Direction des Routes en France, l'habitude était d'appeler « viaduc » un ouvrage franchissant une vallée sèche ou une vallée ayant un cours d'eau de faible largeur par rapport à la longueur de l'ouvrage, et « pont » dans le cas contraire. Néanmoins une extension s'est faite dans le temps de la notion de « viaduc » à tout ouvrage ayant un grand nombre de travées. Ainsi certains ouvrages peuvent avoir deux dénominations : on parle de pont de l'île d'Oléron mais aussi de viaduc d'Oléron, et il en va de même pour le pont de l’île de Ré. La plupart des ouvrages autoroutiers sont appelés « viaducs ». Dans le cas de croisements dénivelés de deux routes, les ouvrages de faible longueur sont appelés « passages », supérieurs ou inférieurs, selon que la voie principale est au-dessous ou au-dessus de l'ouvrage.
Dans le cas des chemins de fer, les ouvrages sont appelés « viaducs » (il est d'usage en ingénierie ferroviaire de ne pas utiliser le mot « pont »). Quand il y a plusieurs ouvrages qui se suivent, l'ouvrage principal est appelé « viaduc » et les ouvrages secondaires « estacades »[réf. nécessaire].
Cependant l'usage des mots « pont » et « viaduc » n'indique pas une différence de structure d'un ouvrage, ce sont tous les deux des ouvrages d'art permettant à une voie portée de franchir un obstacle. En outre, les différents dictionnaires de la langue française admettent que pont et viaduc sont synonymes.

## Premiers viaducs ferroviaires en France
La création des chemins de fer a nécessité la construction d'ouvrages d'art d'un type nouveau. Le poids des convois limitait la rampe admissible à 15 mm par mètre et leur longueur obligeait à tracer des courbes dont le rayon ne devait pas être inférieur à 500 mètres. De ces deux contraintes découla la nécessité, souvent, de percer les montagnes et de couper des vallées entières. Ainsi naquirent les viaducs.
En France, le premier viaduc est celui de Meudon mis en service en 1840. Initialement appelé viaduc du Val-Fleury ou pont Hélène, il est réalisé lors de la construction du chemin de fer reliant la gare de Paris-Montparnasse à la gare de Versailles-Chantiers. 

Après de nombreuses études, le projet conçu par le groupe Polonceau-Seguin est retenu avec pour ingénieur Antoine-Rémy Polonceau, pour architectes Marc Seguin et frères et pour inspecteur Payen. 

Cet imposant viaduc présentait une longueur de 142 mètres et une hauteur de 32,60 mètres et un double étage d'arches en plein cintre de 8 mètres d'ouverture. La première pierre est posée le 1er octobre 1838 par le Duc d'Orléans. Le 9 septembre 1840, l'ouvrage ferroviaire est inauguré par le roi Louis-Philippe Ier, qui goûte d'ailleurs peu le voyage en train. Il porte par la suite le nom de pont Hélène en l'honneur de la duchesse d'Orléans, Hélène de Mecklembourg-Schwerin, épouse de l'héritier Ferdinand-Philippe d'Orléans. Après de multiples péripéties en majeure partie dues à l'opposition de la population de Meudon, le chantier est achevé en septembre 1840. La ligne de chemin de fer peut dès lors être ouverte à la circulation : l'exploitation commerciale débute le 10 novembre 1840.
Le second est le viaduc du Voiron, sur la ligne de Grenoble à Lyon. Il s'agit d'un petit ouvrage en pierre bien modeste en comparaison des futurs grands viaducs qui lui succèderont. Le viaduc de Voiron est plus qu’un élément architectural et technique. Sa construction et ses multiples aménagements en ont fait le révélateur d’enjeux de développements, toujours d’actualité, de la place de Voiron dans la région. 

Le conseil municipal de Voiron aborde la question du tracé du chemin de fer dès le 20 septembre 1853. L’enjeu est de pouvoir se situer sur la ligne Lyon-Grenoble que la compagnie de chemin de fer de Saint-Rambert à Grenoble envisage de créer. L’objectif devient alors de concilier impératif de développement et préservation du cadre de vie en construisant un viaduc « élégant » de plus de 300 mètres en plein cœur de ville. 

Après de longues discussions, la gare de Voiron et son viaduc sont mis en service le 10 juillet 1857. Le viaduc reste au cœur de nombreux débats, du fait de sa « double appartenance ». Légalement, il est la propriété de la compagnie du Paris Lyon Méditerranée qui a racheté la compagnie de chemin de fer de Saint-Rambert à Grenoble en 1863. Mais le viaduc étant situé en plein centre de la commune, la Ville de Voiron entend bien avoir son mot à dire. 

En 1923, les élus de la Ville demandent à la compagnie du PLM le remplacement des trois piles en pierre – celles qui enjambent le cours Sénozan et la rue du Mail – par des piliers métalliques. Les travaux sont réalisés en 1927.

## Quelques viaducs importants

### Algérie
- Pont de Sidi Rached, Constantine
- Viaduc d'Oued Rekham, Bouira
- Viaduc Trans-Rhumel, Constantine
- Viaduc Béni Haroun, traversant le lac de retenue du Barrage de Beni Haroun, Mila

### Allemagne
- Viaduc d'Altenbeken

### Belgique
- Viaduc de l'Estrée à Braine-l'Alleud

### Brésil

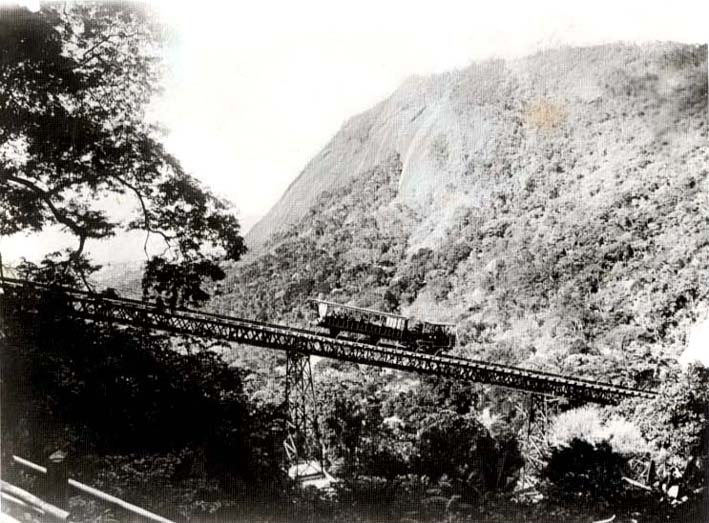
Viaduc Silvestre (photo Marc Ferrez).

- Viaduc Silvestre da Estrada de Ferro do Corcovado, Rio de Janeiro, 1884

### Canada
- Tracel de Cap-Rouge

### Chine
En Chine, le viaduc est un ouvrage courant que l'on rencontre à peu près partout, que ce soit pour le transport routier ou ferroviaire, en ville, permettant de désengorger le trafic ou à la campagne, permettant de conserver davantage les champs ou forêts. Ils font fréquemment des dizaines ou plus d'une centaine de kilomètres, si bien qu'on ne leur donne que rarement des noms. Voici quelques exemples :
- Guangzhou-Zhuhai intercité (en) (187 km répartis sur deux branches, ferroviaire)
- Pont Danyang-Kunshan (164,8 km, plus long pont du monde, ferroviaire)
- Grand viaduc de Tianjin (113,7 km, ferroviaire)
- Grand viaduc de Weinan Weihe (79,7 km, ferroviaire)
- BTE de Xiamen (en) (67,4 km, bus transport express)
- Grand viaduc de Pékin (48,1 km, ferroviaire)
- Pont de la baie de Hangzhou (35,67 km, routier)
- Transrapid de Shanghai (30,5 km, maglev)

### États-Unis
- Pont de Kinzua

### France

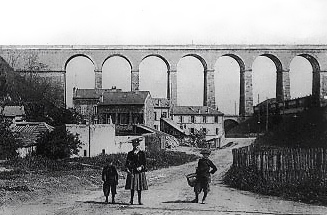
Le viaduc de Meudon fin XIXe siècle ou début XXe siècle

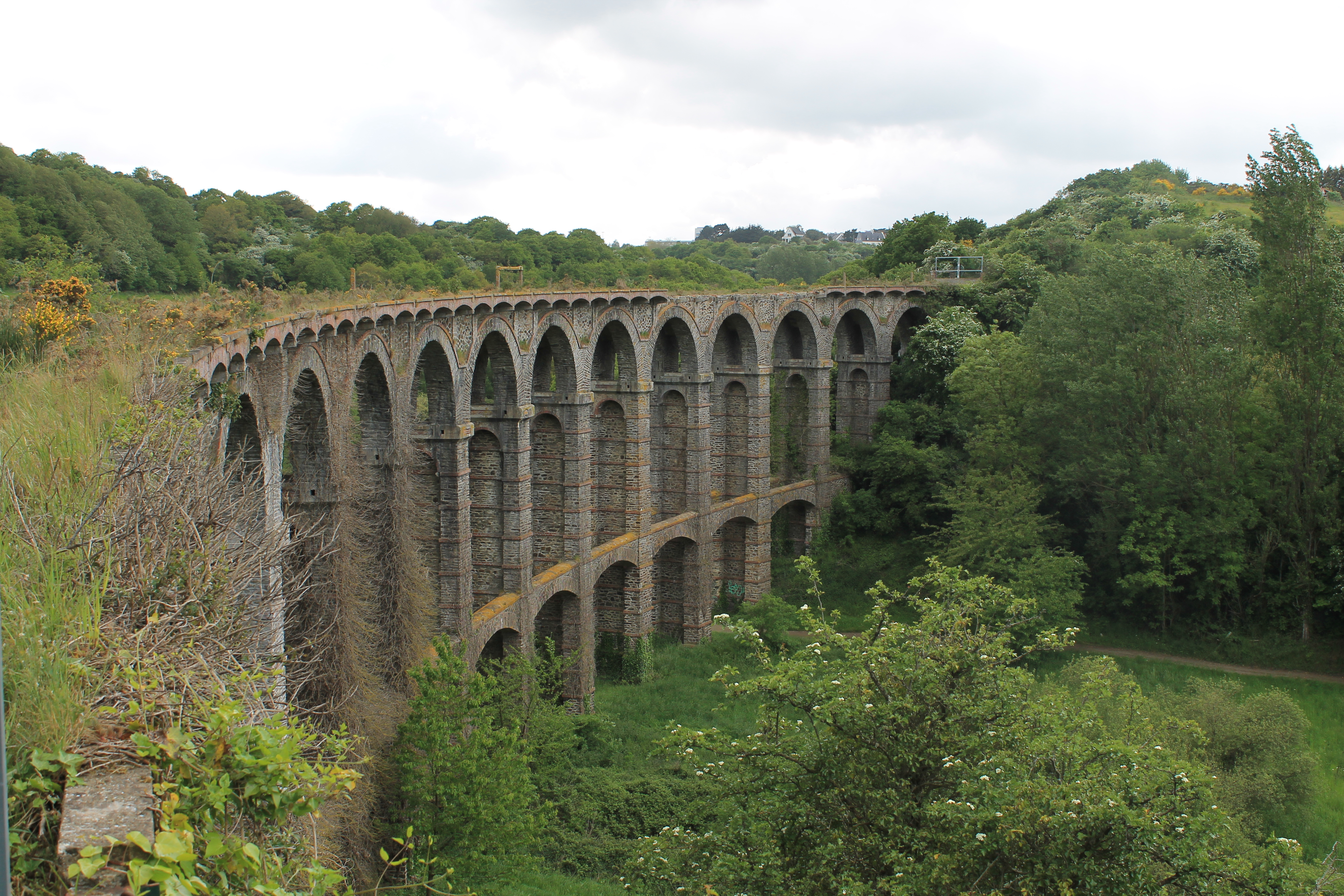
Le viaduc de Douvenant en 2013

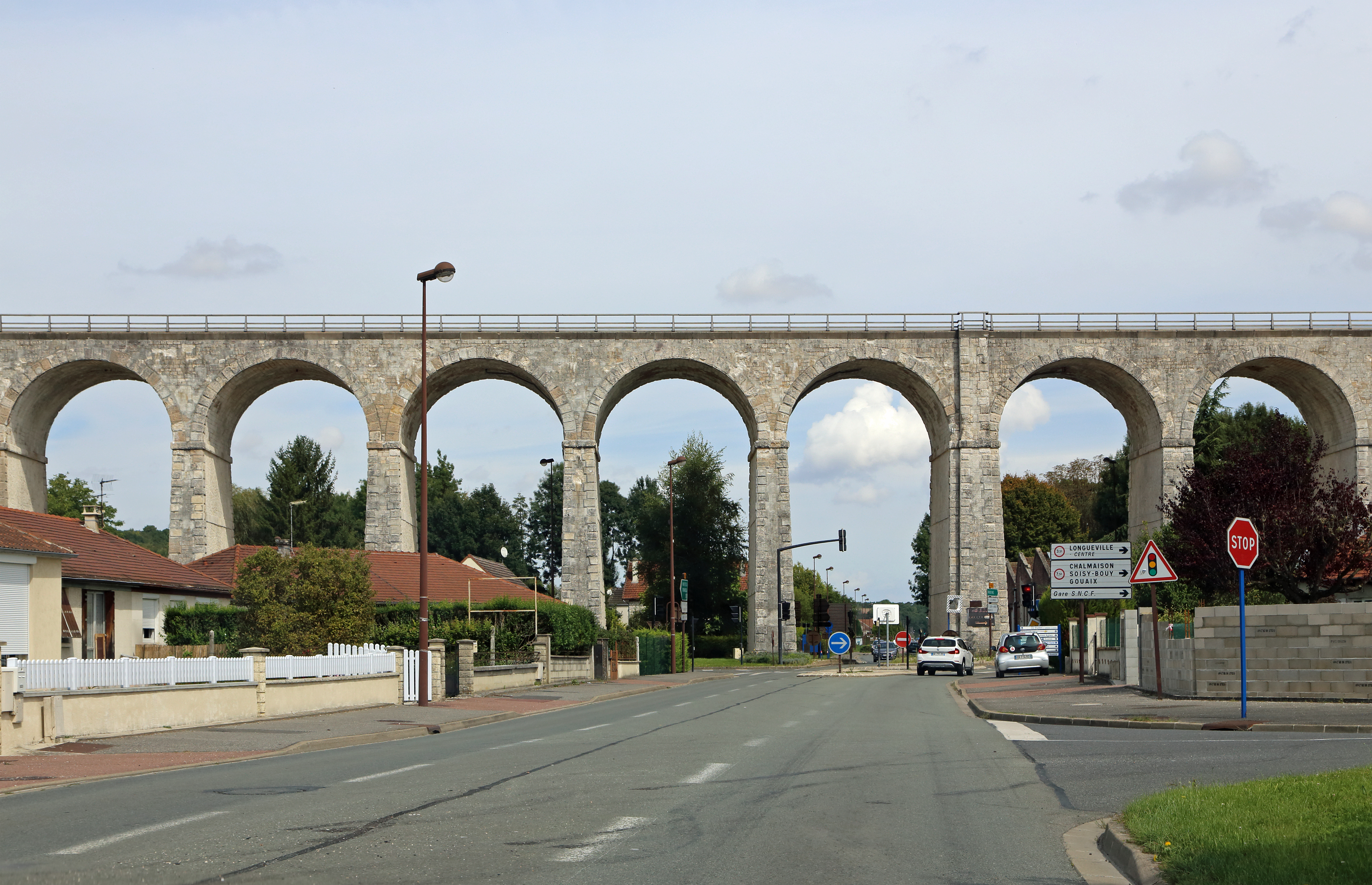
Le viaduc de Besnard à Longueville (Seine-et-Marne)

- Double viaduc TGV d'Avignon (1999), franchissement du Rhône par la LGV Méditerranée
- Viaduc de l'Altier (1869) plus haut viaduc français en maçonnerie classique (73 m)
- Viaduc de Barentin construit entre 1844 et 1847 sur la ligne Rouen-Le Havre
- Viaduc de Besnard ou viaduc de Longueville (Seine-et-Marne) : viaduc ferroviaire construit en 1855-1857
- Viaduc du Blanc construit entre 1885 et 1886
- Viaduc de la Bouble : viaduc ferroviaire métallique ligne Montluçon-Gannat (Allier) construction Cail 1868
- Viaduc du Belon : viaduc ferroviaire métallique ligne Montluçon-Gannat (Allier) construction Cail 1868
- Pont Séjourné : viaduc ferroviaire mêlant arcs en plein cintre et voûte ogivale, construit entre 1906 et 1908
- Pont de Cassagne : l'unique pont suspendu ferroviaire en France (1905-1908)
- Viaduc de Calix (1974), Caen (Calvados) : viaduc routier
- Viaduc de Caroual (1913), Erquy (Côtes-d'Armor) : viaduc ferroviaire fermé en 1948
- Viaduc de Chaumont (1856), Chaumont (Haute-Marne) : viaduc ferroviaire et piétonnier
- Viaduc de Chalifert (1993), Coupvray (Seine-et-Marne) : viaduc ferroviaire long de 1 175 mètres LGV Interconnexion Est
- Viaduc de Corcelles (2011), Saulnot (Haute-Saône) : viaduc ferroviaire long de 445 mètres LGV Rhin-Rhône
- Viaduc de Chabenet Indre : viaduc ferroviaire enjambant la Bouzanne
- Viaduc de Douvenant (1905) Langueux (Côtes-d'Armor) : ancienne voie ferroviaire ; ouvert aux piétons et vélos
- Viaduc d'Eauplet (1915) Sotteville-lès-Rouen (Seine-Maritime) : viaduc ferroviaire
- Viaduc des Fades (1910) : viaduc ferroviaire le plus haut de France et troisième plus haut du monde
- Cinq viaducs de Gannat à Commentry[4], des géants de fer et de pierre (1868) ouvrages de Fives-Lille et Cail (Bouble, Belon, Perrière)  et de Gustave Eiffel (Rouzat et Neuvial)
- Viaduc de Garabit (1888) : viaduc ferroviaire construit par Gustave Eiffel
- Viaduc de Gennevilliers : viaduc routier en béton précontraint, d'une longueur totale de 1 622 m
- Viaduc de Roberval (1964) : viaduc autoroutier de 544 m
- Viaduc Kennedy (1966) : viaduc routier à Nancy
- Viaduc de Jaulny (2005) : le plus haut viaduc de la LGV Est Européenne
- Viaduc de la Lizaine (2011), Héricourt (Haute-Saône) : viaduc ferroviaire long de 717 mètres LGV Rhin-Rhône
- Viaduc du Magnan (1976), Nice (Alpes-Maritimes): viaduc autoroutier de 486m
- Viaduc de Meaux (2006), Quincy-Voisins et Villenoy (Seine-et-Marne) : viaduc autoroutier de 1 200 m
- Viaduc de Meudon (1840), dans les Hauts-de-Seine : premier viaduc ferroviaire réalisé en France et construit sur le chemin de fer reliant la gare de Paris-Montparnasse à la gare de Versailles
- Viaduc de Millau, viaduc autoroutier : le plus haut du monde
- Viaduc de Mirville, Seine-Maritime : viaduc ferroviaire
- Viaducs de Morez : série de viaducs ferroviaires
- Viaduc de Morlaix, Finistère : viaduc ferroviaire
- Viaduc de Nantua Ain : pont autoroutier sur l'autoroute A40
- Viaduc de Neuvial : viaduc ferroviaire métallique ligne Montluçon-Gannat (Allier) - 1867
- Viaduc de la Moselle (2005) : plus long viaduc de la LGV Est Européenne avec 1 510 m
- Viaduc du Pont-du-bœuf (1857) : viaduc ferroviaire sur la ligne Lyon-Grenoble
- Viaduc du Pays de Tulle : deuxième viaduc de France (150 m de haut)
- Viaduc de la Perrière : viaduc ferroviaire en granit ligne Montluçon-Gannat (Allier)
- Viaduc des Ponts-Neufs de Hillion : viaduc ferroviaire des Ponts-Neufs construit par Louis Auguste Harel de La Noë
- Viaduc de Rocherolles : viaduc de Rocherolles est un pont-rail permettant le franchissement de la Gartempe
- Viaduc de la Roizonne : dernier grand pont en maçonnerie construit en France (1926)
- Viaduc de la Recoumène : viaduc ferroviaire de la Recoumène (ou de Recoumène) construit en 1925
- Viaduc de Rouzat : viaduc ferroviaire métallique ligne Montluçon-Gannat (Allier) construction Eiffel 1867
- Viaduc de la Saône (2011), Poncey-lès-Athée (Côte-d'Or) : viaduc ferroviaire long de 1 340 mètres LGV Rhin-Rhône
- Viaduc de la Savoureuse (2011), Trévenans (Territoire de Belfort) : viaduc ferroviaire long de 792 mètres LGV Rhin-Rhône
- Viaduc de la Scie (2019) : viaduc routier (RN27) long de 500 mètres près de Dieppe
- Viaduc de Venaus: viaduc ferroviaire en projet sur la ligne de train à grande vitesse Lyon-Turin
- Viaduc du Viaur : viaduc ferroviaire du Viaur est un ouvrage de la ligne de Castelnaudary à Rodez achevé en 1902
- Viaducs du Crozet, Vif, Isère : viaduc ferroviaire datant de 1876 et viaducs autoroutiers permettant la continuité de l'A51

### Italie
- Viaduc Bisantis, pont traversant la vallée de la Fiumarella près de Catanzaro, en Calabre
- Viaduc Italia, pont le plus haut d'Italie et second plus haut pont d'Europe
- Viaduc Sfalassà, pont autoroutier situé à proximité de Bagnara Calabra, en Calabre
- Viaduc de Favazzina, pont autoroutier haubané de l'autoroute A2

### Monténégro
- Viaduc de Mala-Rijeka, viaduc ferroviaire, un des plus hauts du monde

### Royaume-Uni

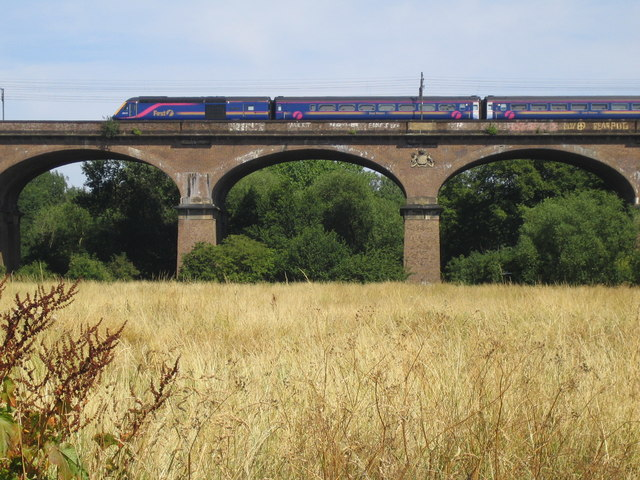
Viaduc de Wharncliffe

- Viaduc de Digswell (ou viaduc de Welwyn), viaduc ferroviaire dans le Hertfordshire en Angleterre, un ouvrage de la ligne East Coast Main Line, achevé en 1850
- Viaduc de Glenfinnan en Écosse
- Viaduc de la vallée de l'Ouse, dans le Sussex de l'Ouest en Angleterre, sur la ligne de Londres à Brighton, achevé en 1841
- Viaduc de Wharncliffe, viaduc ferroviaire dans le quartier londonien d'Ealing, un ouvrage de la ligne de Londres à Bristol, achevé par Isambard Kingdom Brunel en 1837

### Suisse
- Viaduc de l'Allondon (1857)
- Viaduc du Day (1867-1870)
- Viaduc de Landwasser (1901-1903), viaduc ferroviaire
- Viaduc de Langwies (1912-1914), le premier viaduc ferroviaire en béton armé
- Viaduc de Chillon (1966-1969)
- Viaduc de la Jonction (1945)

## Galerie

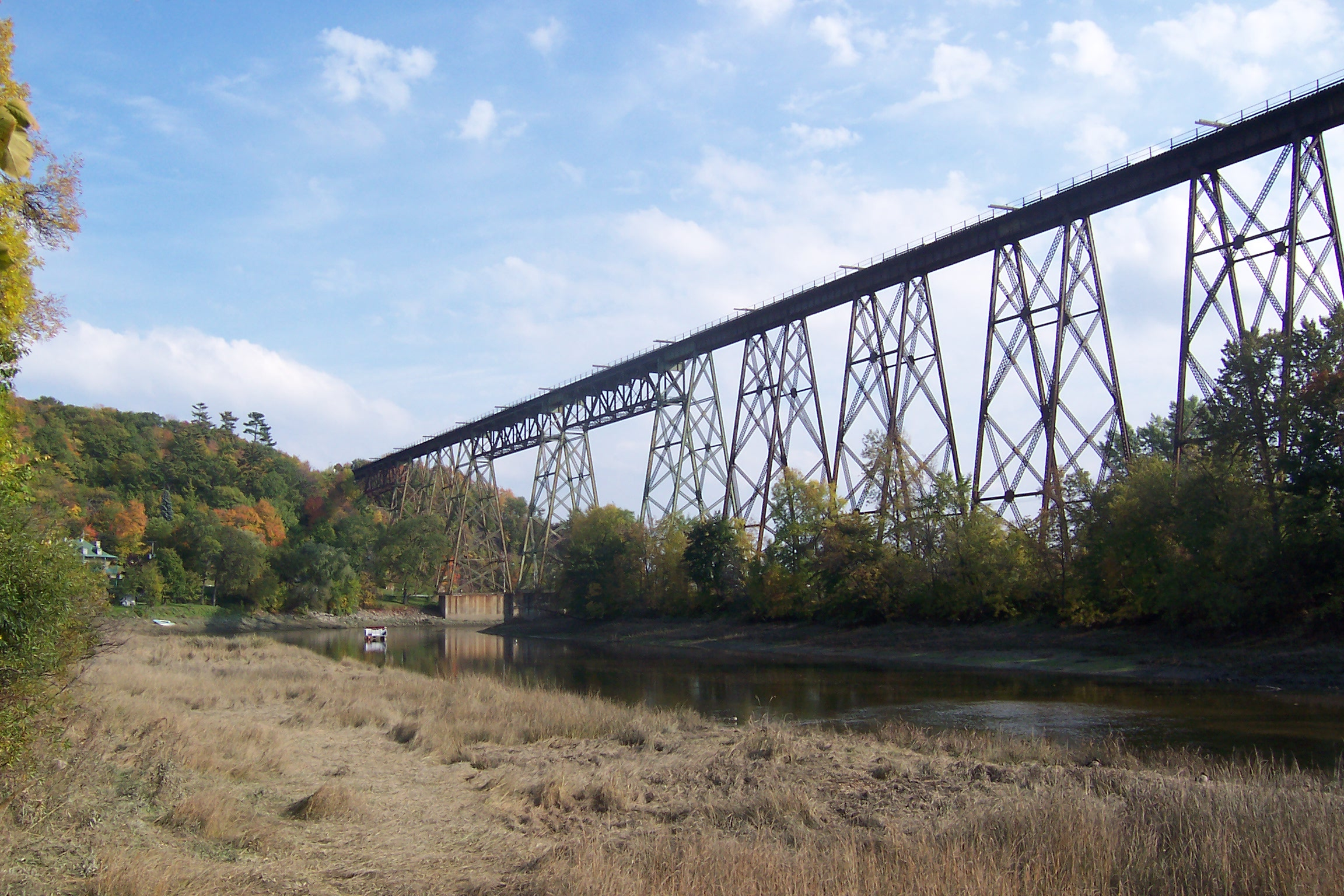
Tracel de Cap-Rouge (Québec).
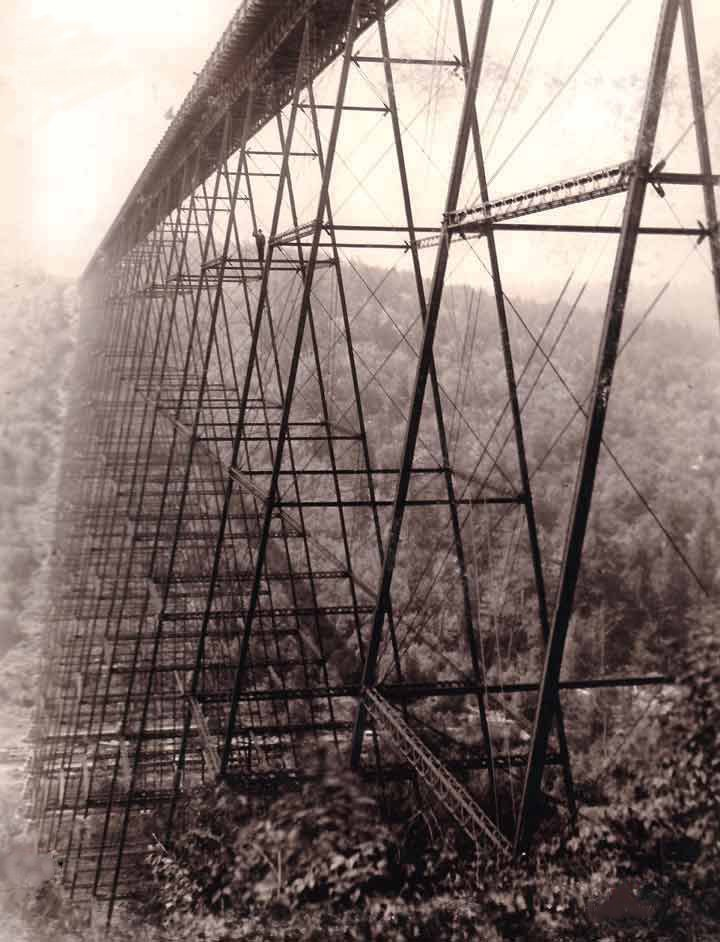
Pont de Kinzua (Pennsylvanie).
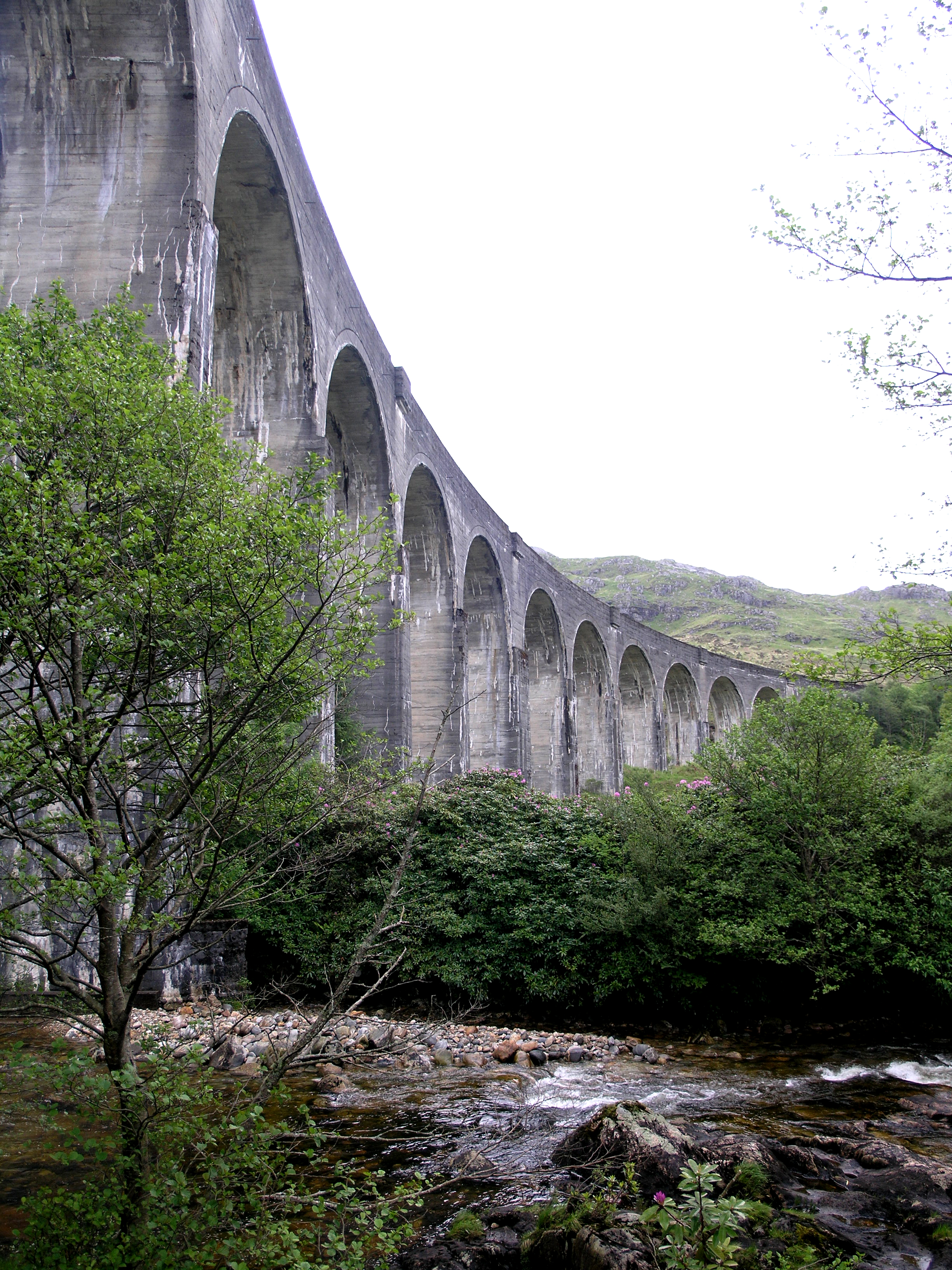
Viaduc de Glenfinnan (Écosse, Royaume-Uni).
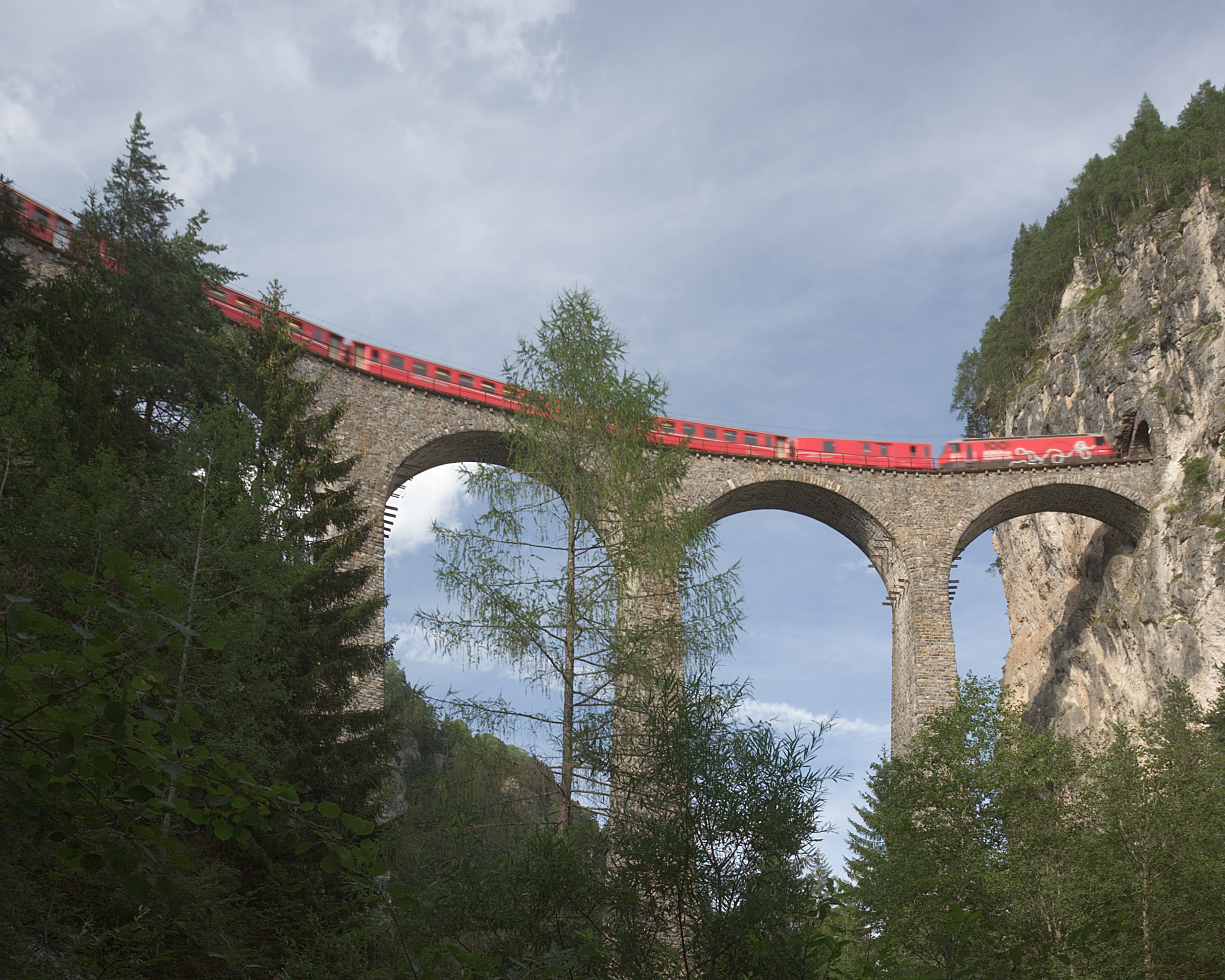
Le viaduc de Landwasser (Suisse).